# Theridion hebridisianum
Theridion hebridisianum är en spindelart som beskrevs av Lucien Berland 1938. Theridion hebridisianum ingår i släktet Theridion och familjen klotspindlar. Inga underarter finns listade i Catalogue of Life.